# Madea: il ritorno
Madea: il ritorno (A Madea Homecoming) è un film del 2022 diretto ed interpretato da Tyler Perry.
Si tratta del sequel del film del 2012 Madea - Protezione testimoni.

## Trama
Madea torna dalla sua famiglia in occasione della festa di diploma del suo bisnipote. Ma i segreti di famiglia minacciano di rovinare l'atmosfera e l'intera festa. Ma Madea non ha nessuna intenzione di permetterlo.